# Bathymophila euspira
Bathymophila euspira is een slakkensoort uit de familie van de Solariellidae. De wetenschappelijke naam van de soort is voor het eerst geldig gepubliceerd in 1881 door Dall.